# Lucas Hedges
Lucas Hedges (Brooklyn, Nova York, Estats Units, 12 de desembre de 1996) és un actor estatunidenc.

## Biografia
Lucas Hedges és el fill del director Peter Hedges i de l'actriu i poeta Susan Bruce. Va créixer a Brooklyn i va a una escola privada d'art. Fitxat per un director de càsting en un espectacle escolar (Nicholas Nickleby), comença la seva carrera al cinema amb un petit paper al film Moonrise Kingdom de Wes Anderson.
Al final del seu últim any d'institut, actua a Manchester by the Sea, dirigida per un amic del seu pare, Kenneth Lonergan. Al film, fa el paper de Kyle Chandler, un adolescent educat pel seu oncle (Casey Affleck) després de la mort del seu pare. La seva actuació és particularment observada i és nominat per l'Oscar al millor actor secundari, finalment assolit per Mahershala Ali a Moonlight. Hedges va escollir llavors abandonar els seus estudis de teatre a la universitat de Carolina del Nord per dedicar-se a la seva carrera.
Després d'haver vist Manchester by the Sea, la directora Greta Gerwig li proposa actuar al seu proper film Lady Bird, presentant-li els papers de Danny i Kyle, dos amics de l'heroïna. Hedges escull el paper de Danny, del qual se sent « més proper ». És al cartell d'un altre èxit de la critica de l'any 2017, Three Billboards, on interpreta el fill de Mildred Hayes (Frances McDormand). El mateix any, roda el film Ben Is Back, al costat de Julia Roberts i sota la direcció del seu pare, així com Boy Erased de Joel Edgerton, que aborda el tema de les teràpies de conversió.

## Filmografia
- 2012: Moonrise Kingdom de Wes Anderson: Redford
- 2012: Arthur Newman de Dante Ariola: Kevin Avery
- 2013: Zero Theorem de Terry Gilliam: Bob
- 2013: Last Days of Summer de Jason Reitman: Richard
- 2014: The Grand Budapest Hotel de Wes Anderson: l'empleat de la gasolinera
- 2014: Matar el missatger de Michael Cuesta: Ian Webb
- 2015: Anesthesia de Tim Blake Nelson: Greg
- 2016: Manchester by the Sea de Kenneth Lonergan: Patrick Chandler
- 2017: Lady Bird de Greta Gerwig: Danny
- 2017: Three Billboards Outside Ebbing, Missouri de Martin McDonagh: Robbie Hayes
- 2018: Mid90s de Jonah Hill: Ian
- 2018: Boy Erased de Joel Edgerton: Jared Eamons
- 2019: Ben is Back de Peter Hedges: Ben Burns

## Premis i nominacions

### Premis
- Critics' Choice Movie Awards 2017: Critics' Choice Movie Award de la millor esperança per a Manchester by the Sea

### Nominacions
- Oscars 2017: Nominació a l'Oscar al millor actor secundari per a Manchester by the Sea